# Langenleuba-Oberhain
Langenleuba-Oberhain ist ein Ortsteil der Stadt Penig im Landkreis Mittelsachsen (Freistaat Sachsen). Der Ort schloss sich am 1. Januar 1994 mit Niedersteinbach zur Gemeinde Langensteinbach zusammen, die im Jahr 2003 zur Stadt Penig kam.

## Geografie

### Geografische Lage
Langenleuba-Oberhain liegt im Tal des Leubabachs an der Grenze zum thüringischen Altenburger Land, dem bereits der Nachbarort Langenleuba-Niederhain angehört. Im Ort mündet der von Niedersteinbach kommende Steinbach in den Leubabach, welcher in Langenleuba-Niederhain in die Wiera mündet.

### Nachbarorte
|                                    | Meusdorf, Jahnshain                         | Rathendorf, Obergräfenhain |
| Langenleuba-Niederhain (Thüringen) | Kompassrose, die auf Nachbargemeinden zeigt | Elsdorf (Oberelsdorf)      |
| Beiern (Thüringen)                 | Niedersteinbach, Wernsdorf                  | Dittmannsdorf              |

## Geschichte

### Gründung bis 18. Jahrhundert

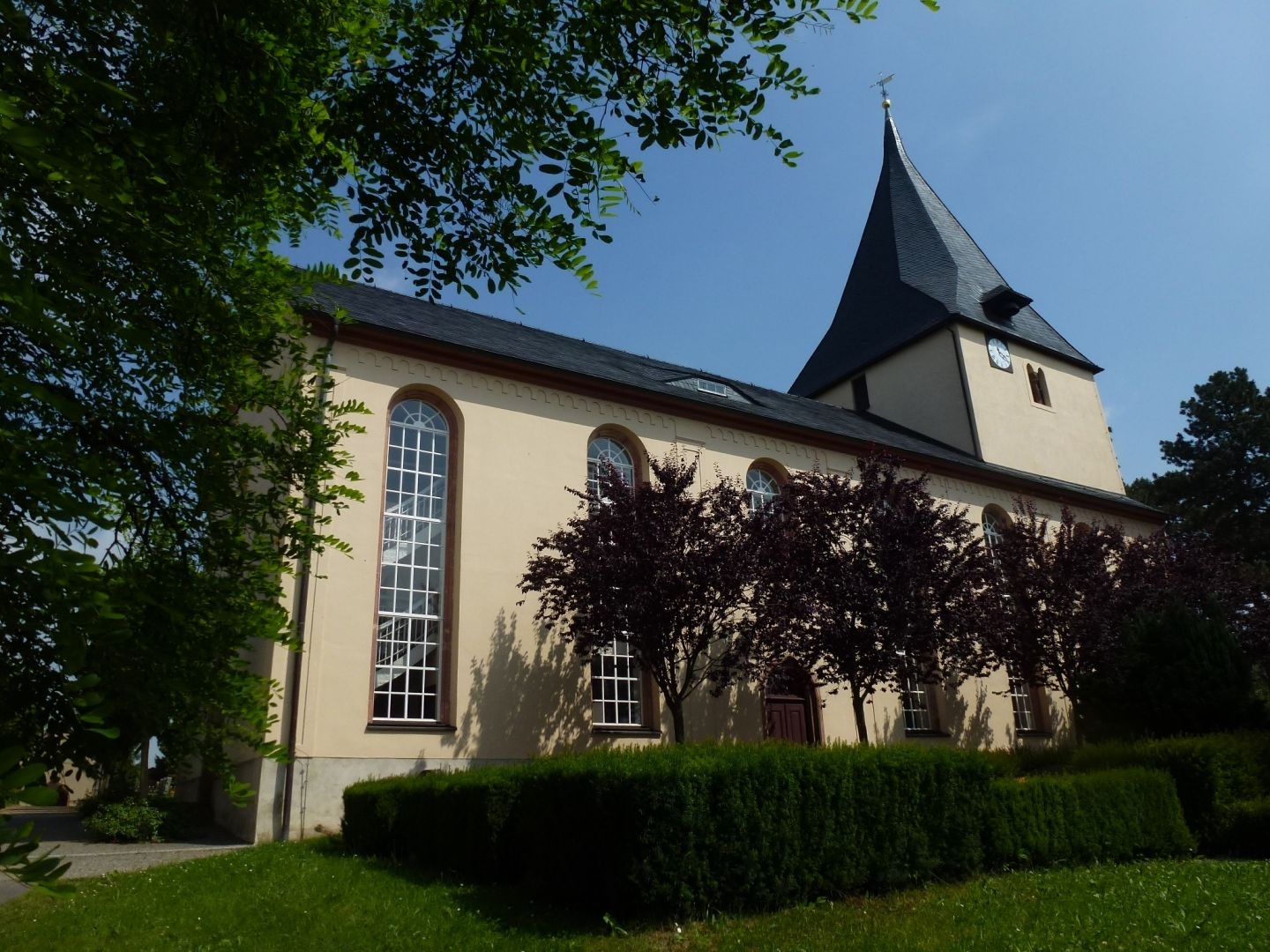
Langenleuba-Oberhain, Kirche

Die Nikolaikirche von Langenleuba wurde zwischen 1200 und 1250 im Stil der Spätromanik errichtet. Der Ort Langenleuba wurde 1290 in einer Urkunde der Vögte von Weida als „Longa luben“ erstmals urkundlich erwähnt. Auf Bitten seines Schwagers Heinrich von Wolkenburg übertrug Burggraf Heinrich II. von Altenburg dem Bergerkloster zu Altenburg 1 Talent Silber im Dorf Langenluben als Sühne für den Mord an Heinrich von Kaufungen. Der deutsche König Rudolf I. nahm am 10. November 1290 das Bergerkloster in seinen Schutz. In der Bestätigung der Privilegien, Rechte und der einzelnen Aufführung aller Einkünfte und Besitzungen wurde in dem Schriftstück ausdrücklich von „Luben major“ geschrieben. Zusätzlich erschien als Zeuge einer Urkunde Johannes „plebanus“ (Pfarrer) in Langenluben.
Der Name des langgestreckten Waldhufendorfs im Tal des Leubabachs hat seinen Ursprung vermutlich im slawischen Flurnamen „Luben“, der dem heute noch existierenden Bastholz entspricht. Der Nordteil dieser Flur ist heute noch mit Linden bewachsen. Als der Wald am Oberlauf des Leubabachs urbar gemacht wurde, erhielt dieser Ortsteil den Zusatz „Oberhain“, während der Ortsteil im Mündungsbereich des Leubabachs in die Wiera den Zusatz „Niederhain“ erhielt. In Langenleuba-Niederhain ist seit dem 11. Jahrhundert eine Burg erwähnt, deren Besitzer und vermutlich auch Erbauer die Burggrafen von Altenburg waren.
Mit dem Aussterben der Burggrafen von Altenburg im Jahr 1329 wurden die Wettiner die Lehnsherren über das Pleißenland und so auch über Langenleuba. Der Ort gehörte seitdem zur wettinischen Markgrafschaft Meißen, aus der 1423 mit der Erlangung der Kurwürde das Kurfürstentum Sachsen wurde. Nach der Leipziger Teilung 1485 verblieb Langenleuba beim ernestinischen Kurfürstentum Sachsen. Bei der Einführung der Reformation wurde 1543 das Altenburger Bergerkloster aufgelöst. Mit der Wittenberger Kapitulation 1547 gehörte Langenleuba zum nun albertinischen Kurfürstentum Sachsen. Spätestens zu dieser Zeit verlief zwischen Langenleuba-Oberhain und Langenleuba-Niederhain eine Verwaltungsgrenze. Im Jahr 1551 stand Langenleuba-Oberhain unter der Gerichtsbarkeit des Ritterguts Sahlis, das mit seinen Orten um 1696 zum kursächsischen Amt Borna gehörte.
Langenleuba-Niederhain stand im Laufe der Zeit unter Lehnsherrschaft der Burggrafen von Leisnig, später der Herren von Creutzen, von Zschadras, von Schauroth und von Kuntsch. Der Ort gehörte zum Amt Altenburg, das mit dem Naumburger Vertrag 1554 wieder ernestinisch wurde und in der Folge zu verschiedenen Ernestinischen Herzogtümern, u. a. Sachsen-Altenburg und ab 1920 zum Land Thüringen gehörte.

### 19. Jahrhundert bis zur Gegenwart

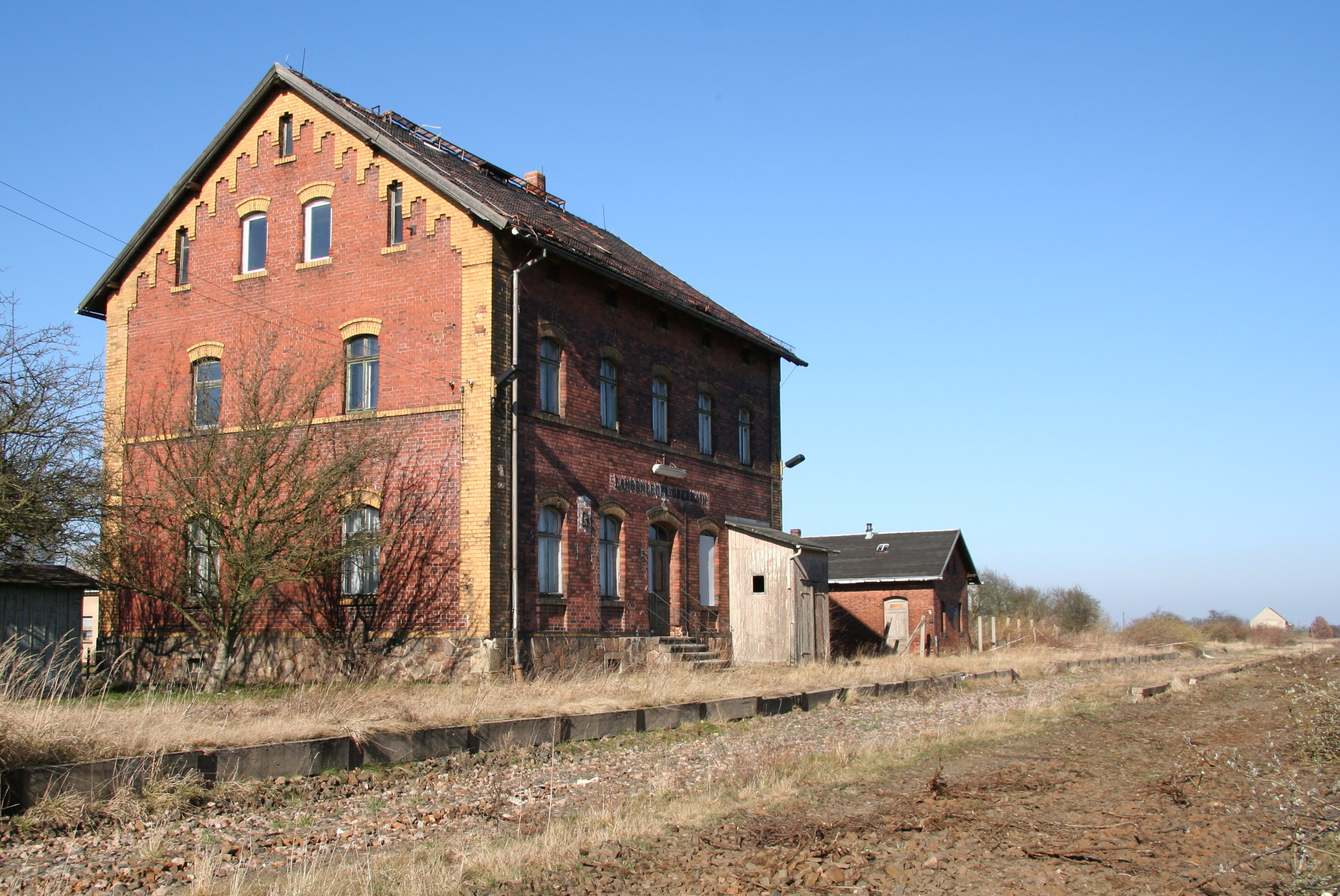
Bahnhofsgebäude in Langenleuba-Oberhain

Langenleuba-Oberhain wurde als südlichster Ort des Amts Borna hingegen im Jahr 1806 Teil des Königreichs Sachsen. Ab 1856 gehörte der Ort zum Gerichtsamt Penig und ab 1875 zur Amtshauptmannschaft Rochlitz. 1872 erhielt Langenleuba-Oberhain einen Bahnhof an der Bahnstrecke Rochlitz–Penig. Von diesem zweigte ab 1901 die Bahnstrecke Altenburg–Langenleuba-Oberhain ab. Die Bahnstrecken bestanden bis 1990 bzw. 1995.
Gegen Ende des Zweiten Weltkrieges wurde außerhalb des Orts Langenleuba-Oberhain an der B 95 (heute: Staatsstraße 51) in Richtung Penig auf dem Gelände eines heutigen Reitsportklubs das Außenlager Penig des KZ Buchenwald für 700 jüdische Frauenhäftlinge eingerichtet. Diese fertigten von Januar bis April 1945 Flugzeugteile in den Max-Gehrt-Werken, die zur Junkers Flugzeug- und Motorenwerke AG gehörten. Zu ihnen kamen zuletzt 14- bis 15-jährige Mädchen aus dem KZ Auschwitz. Heute erinnert dort ein Mahnmal an diese Zeit.
Bei der zweiten Kreisreform der DDR im Jahr 1952 wurde Langenleuba-Oberhain dem Kreis Geithain im Bezirk Leipzig zugeordnet. Am 1. Januar 1994 erfolgte der Zusammenschluss des Orts mit der Gemeinde Niedersteinbach zur Gemeinde Langensteinbach. Mit dieser kam der Ort bei Auflösung des Landkreises Geithain zum 1. August 1994 nicht wie die meisten Orte zum Landkreis Leipziger Land, sondern zum Landkreis Mittweida im Regierungsbezirk Chemnitz. Am 1. Januar 2003 wurde Langenleuba-Oberhain ein Ortsteil der Stadt Penig. Im Jahr 2015 beging Langenleuba-Oberhain seine 725-Jahr-Feier.

## Verkehr
Direkt östlich des Orts verlaufen die Bundesautobahn 72 und die Bundesstraße 175 parallel zueinander. Zwischen 1872 und 1990 besaß Langenleuba-Oberhain einen eigenen Bahnhof an der Bahnstrecke Rochlitz–Penig. Von diesem zweigte ab 1901 die Bahnstrecke Altenburg–Langenleuba-Oberhain ab, auf der 1995 der Zugverkehr eingestellt wurde.

## Persönlichkeiten
- Johann Gottlieb Helbig (1812–1866), Advocat und Politiker